# 브라바도스
브라바도스(The Bravados)는 미국에서 제작된 헨리 킹 감독의 1958년 서부 영화이다. 그레고리 펙 등이 주연으로 출연하였고 허버트 B. 스워프 주니어 등이 제작에 참여하였다.

## 줄거리
짐 더글러스는 아내 살해범들이 다른 살인죄로 인해 사형이 언도 받았다는 걸 알게 된다. 그러나 사형집행인으로 위장하고 있던 같은 패가 보안관을 죽이고 살해범들을 다 풀어주고 만다. 이들이 추격대도 죽여버리자 짐은 뒤를 쫓아 한 명씩 처리하기 시작한다.

## 출연

### 주연
- 그레고리 펙 - 짐 더글러스 역
- 조운 콜린스

### 조연
- 스티븐 보이드
- 앨버트 서미
- 헨리 실바
- 배리 코
- 조지 보스코벡
- 허버트 러들리
- 리 밴 클리프
- 앤드류 더건
- 켄 스콧
- 진 에반스
- 로버트 애들러
- 아다 카라스코
- 앨리시아 델 라고
- 조 데리타
- 주안 가르시아
- 로버트 그리핀
- 잭 마더
- 제이슨 윙그린

## 제작진
- 미술: 마크-리 커크
- 미술: 라일 R. 휠러